# Backsiljeblomfluga
Backsiljeblomfluga (Cheilosia laticornis) är en tvåvingeart som först beskrevs av Camillo Rondani 1857.  Backsiljeblomfluga ingår i släktet örtblomflugor, och familjen blomflugor.
Artens utbredningsområde är Italien. Arten är reproducerande i Sverige. Inga underarter finns listade i Catalogue of Life.